# Tất Nguyên
Tất Nguyên (chữ Hán: 毕沅; 1730-1797), tự là Tương Hành (襄蘅), hiệu là Thu Phàm (秋帆) hay Linh Nham sơn nhân (灵岩山人), là một danh sĩ và quan lại cao cấp thời Nhà Thanh. Ông cũng là một sử gia, tác giả Tục tư trị thông giám 220 quyển, quyển biên niên bắt đầu từ năm Tống Thái Tổ Kiến Long nguyên niên (960), kết thúc vào năm Nguyên Thuận Đế Chí Chính thứ 28 (1367), trình bày về sự hình thành, phát triển và suy vong của bốn triều đại Tống, Liêu, Kim, Nguyên.

## Thanh thế sự nghiệp
Ông sinh năm 1730, nguyên quán ở Trấn Dương, tỉnh Giang Tô, Trung Quốc.
Năm Càn Long thứ 26 (1760), ông thi đỗ Tiến sĩ, làm quan tới chức Binh bộ Thượng thư, Tổng đốc Hồ Quảng.
Tất Nguyên thông thuộc kinh sử và có kiến thức sâu rộng về nhiều ngành khoa học: tiểu học, kim thạch, địa lý... Tục tư trị thông giám được ông biên soạn và hoàn thành trong 20 năm, nội dung nói về lịch sử của bốn triều đại Tống, Liêu, Kim, Nguyên.